# Jerzy Cynk
Jerzy Bogdan Cynk (ur. 11 maja 1925 w Warszawie, zm. 18 listopada 2016 w Wielkiej Brytanii) – polski historyk, autor wielu publikacji w języku angielskim na temat polskiego lotnictwa.

## Życiorys
Syn Maksymiliana i Stefanii z Domiańskich. W 1939 roku był uczniem Gimnazjum Wojciecha Górskiego w Warszawie. Był członkiem Szarych Szeregów. W 1942 roku wstąpił do Warszawskiego Koła Lotniczego konspiracyjnego Aeroklubu Warszawskiego, a od października tego roku był żołnierzem Armii Krajowej, rozpoczynając naukę w konspiracyjnej Podchorążówce Lotnictwa. Między innymi, od 1943 roku kolportował konspiracyjne pismo lotnicze „Wzlot”. 21 czerwca 1943 roku został aresztowany przez Niemców i 6 sierpnia 1943 r. wysłany do obozu koncentracyjnego Auschwitz (miał numer obozowy 135649), a w listopadzie 1944 r. przeniesiony do Sachsenhausen. Uwolniony 3 maja 1945 roku pod Salzburgiem, we wrześniu 1945 wstąpił do 2 Korpusu PSZ, gdzie służył w kontrwywiadzie w Ekspozyturze Informacji „Włochy”. Od sierpnia 1946 zamieszkał w Wielkiej Brytanii, otrzymał świadectwo maturalne 3 DSK w Bodney.
Od 1953 roku publikował artykuły na temat polskiego lotnictwa w brytyjskiej prasie lotniczej, począwszy od „Flight”. Nawiązał w tym okresie kontakt z licznymi polskimi przedwojennymi konstruktorami lotniczymi i lotnikami przebywającymi na emigracji, zbierając bazę źródłową do historii polskiego lotnictwa i przemysłu lotniczego. Między innymi uzyskał informacje i szkice niezrealizowanych projektów samolotów. Po odwilży październikowej w 1956 roku w Polsce, rozpoczął też współpracę z historykami lotnictwa w kraju, przede wszystkim Andrzejem Glassem i Feliksem Pawłowiczem. Sam stał się wieloletnim współpracownikiem „Skrzydlatej Polski”. Jest autorem pierwszego przeglądowego opracowania opisującego wszystkie konstrukcje lotnicze powstałe w Polsce do II wojny światowej (Polish Aircraft 1893-1939, 1971). Zajął się następnie badaniami nad historią działań polskiego lotnictwa podczas wojny. W 1990 roku został oficjalnym historykiem Polish Air Force Association in Great Britain, opracowując następnie dzieło The Polish Air Force at War. The Official History (1998).
11 listopada 1990 został odznaczony Krzyżem Kawalerskim Orderu Odrodzenia Polski przez prezydenta Ryszarda Kaczorowskiego. Uhonorowany doktoratem honoris causa Polskiego Uniwersytetu na Obczyźnie w Londynie (19 października 2012). Odznaczony Krzyżem Komandorskim Orderu Odrodzenia Polski przez prezydenta B. Komorowskiego (25 października 2012).

## Twórczość
- Polish Aircraft 1893-1939 (1971, Puntnam)
- History of Polish Air Force 1918-1939 (1972, Osprey)
- Siły lotnicze Polski i Niemiec - wrzesień 1939 (1989, Wydawnictwa Komunikacji i Łączności)
- Samolot bombowy PZL P-37 Łoś. Warszawa: Wydawnictwa Komunikacji i Łączności, 1990. ISBN 83-206-0836-8. Brak numerów stron w książce
- The Polish Air Force at War. The Official History Vol.1 1939-1943 (1998, Schiffer Publishing Ltd.)
- The Polish Air Force at War. The Official History Vol.2 1943-1945 (1998, Schiffer Publishing Ltd.)
- Polskie Lotnictwo Myśliwskie w boju wrześniowym (2000, AJ-Press)